# سیارک ۴۵۱۵
سیارک ۴۵۱۵ (به انگلیسی: 4515 Khrennikov، نامگذاری:1973SD6) چهار هزار و پانصد و پانزدهمین سیارک کشف شده‌است که در ۲۸ سپتامبر ۱۹۷۳ کشف شد.
قدر مطلق سیارک برابر ۱۳٫۴۰ است.